# 敗戰處理投手
敗戰處理投手為棒球、壘球的投手分工，通常為長中繼投手的任務之一，通常是在比賽中比分出現大幅度落後或大幅度領先時，派出來消耗剩餘局數的投手，這種投手多半是球隊裡實力較差，或是實力不差，但心理素質較差的投手。

## 角色
當先發投手崩盤，外加中繼投手圍堵對方攻勢不力，使得球隊的比分差距大到以該隊的火力無法扭轉的程度時，才會派出場登板投球的投手，由於這種投手的實力通常是在留任於目前效力等級與降格之間的投手。若該名投手是老將，會時常被視為雞肋型投手，也就是介於降格或釋出之間的身手；若是新人，則為有待磨練的投手。
　　

## 處境及出路
會擔任敗戰處理投手，通常是因為前數次登板表現太差使教練團對其不信任。或因為心理素質差，在前數次登板表現令人擔心，故被安排在較不關鍵的場面來磨練球技及增強心理素質，再漸漸加重在登板時要面對的場面。這種投手出場由於登場的時機多半無關緊要，因此他們不容易受到重視。在美國職棒大聯盟常常是被指定讓渡或是進行球員交易時的附庸籌碼。
部分有大聯盟資歷，但目前效力日本、韓國、中華職棒的洋投，在大聯盟的資歷上只是短暫登板，且只是擔任敗戰處理的投手。

## 註解
1. ↑  以大聯盟為例，指介於大聯盟到3A之間的投手，而在亞洲三國職棒則是一軍與二軍之間，或二軍到育成甚至戰力外選手之間。